# Amtsgericht Hamburg-Barmbek

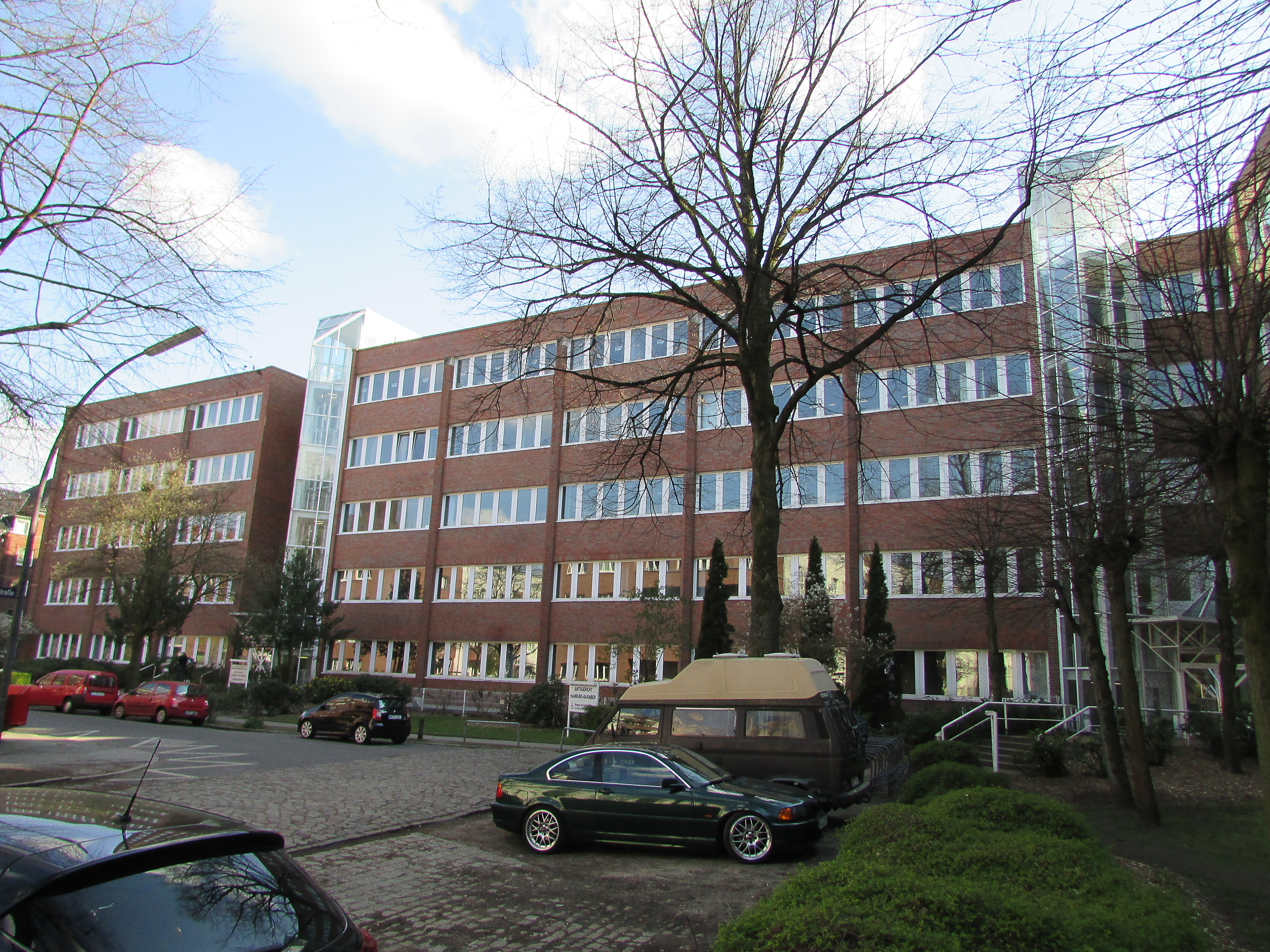
Gebäude des Amtsgerichts Hamburg-Barmbek

Das Amtsgericht Hamburg-Barmbek ist eines der Amtsgerichte in der Freien und Hansestadt Hamburg. Im Instanzenzug übergeordnet sind das Landgericht Hamburg und das Hanseatische Oberlandesgericht in Hamburg sowie der Bundesgerichtshof in Karlsruhe.
Das Gericht wurde am 1. April 2002 als Stadtteilgericht (s. Amtsgericht Hamburg) für den Hamburger Nordosten errichtet.

## Gerichtssitz und -bezirk
Der Sitz des Gerichtes ist in der Spohrstraße 6 in Barmbek-Süd.
Seine örtliche Zuständigkeit erstreckt sich auf die Stadtteile:
- Barmbek-Nord
- Barmbek-Süd mit Ausnahme des Ortsteils 418 (westlich Bachstraße[2])
- Dulsberg

aus dem Bezirk Hamburg-Nord sowie auf
- Bergstedt,
- Bramfeld,
- Duvenstedt,
- Farmsen-Berne,
- Hummelsbüttel,
- Lemsahl-Mellingstedt,
- Poppenbüttel,
- Sasel,
- Steilshoop,
- Volksdorf,
- Wellingsbüttel,
- Wohldorf-Ohlstedt

aus dem Bezirk Wandsbek.